# Espongívoro

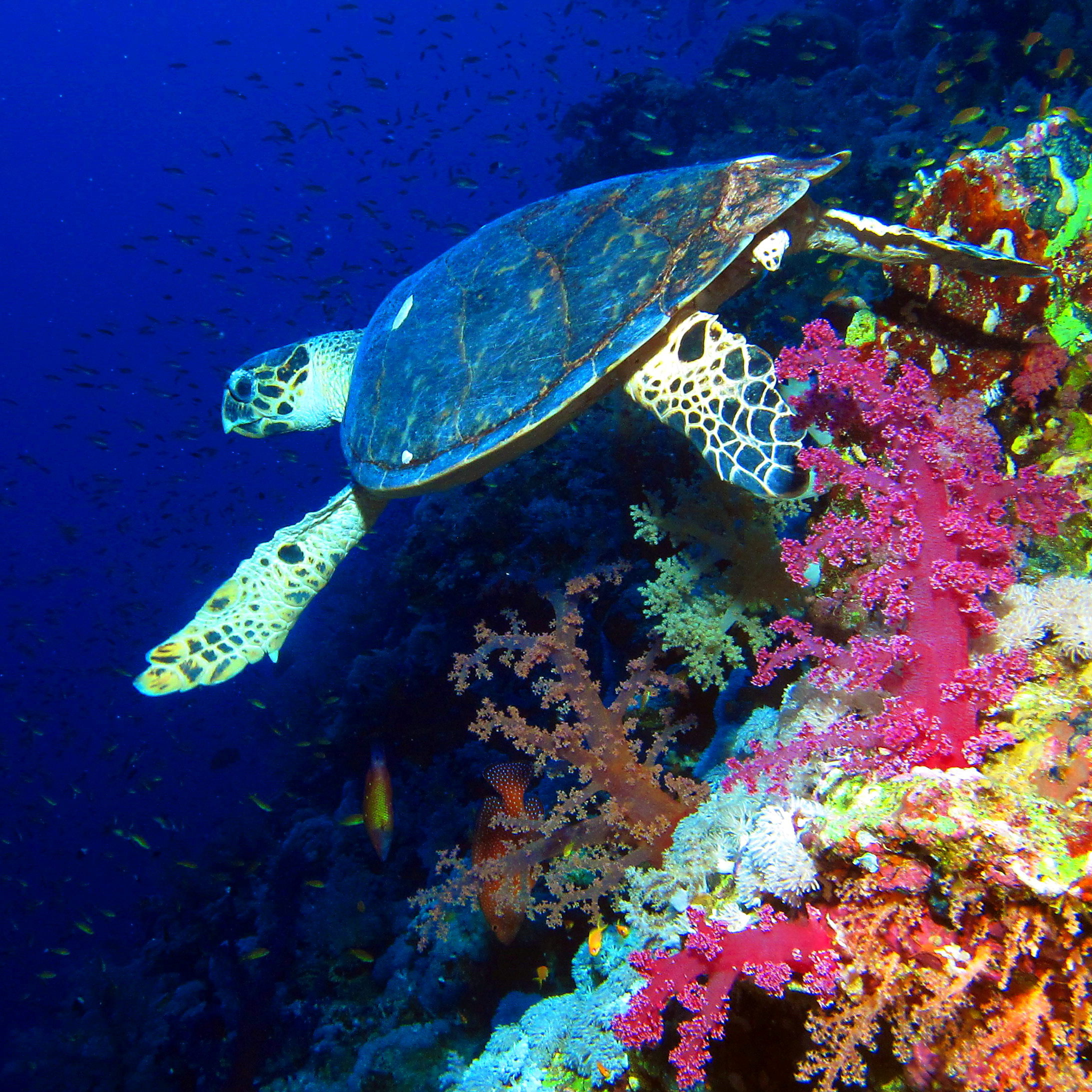
Tartaruga-de-pente, uma espongívora.

Um espongívoro é um animal anatomicamente e fisiologicamente adaptado para comer animais do filo Porifera, comumente chamados de esponjas-do-mar, principal componente de sua dieta. Como resultado de sua alimentação, animais espongívoros como as tartarugas-de-pente desenvolveram um bico afiado, estreito e parecido com o de um pássaro, que lhes permite alcançar o interior de fendas de recifes de coral a fim de obter esponjas.

## Exemplos
A tartaruga-de-pente é um dos poucos animais conhecidos que se alimentam principalmente de esponjas. É o único réptil espongívoro conhecido. Esponjas de várias espécies selecionadas constituem até 95% das dietas das populações de tartarugas-de-pente do Caribe. Pomacanthus imperator, o peixe-anjo-imperador; Lactophrys bicaudalis, o peixe-cofre malhado;[carece de fontes?] e Stephanolepis hispidus, o peixe-arlequim;[carece de fontes?] são peixes espongívoros conhecidos de recifes de coral. Certas espécies de nudibrânquios são conhecidas por se alimentarem seletivamente de espécies específicas de esponjas.

## Ataques e contra-ataques

### Ataque das esponjas

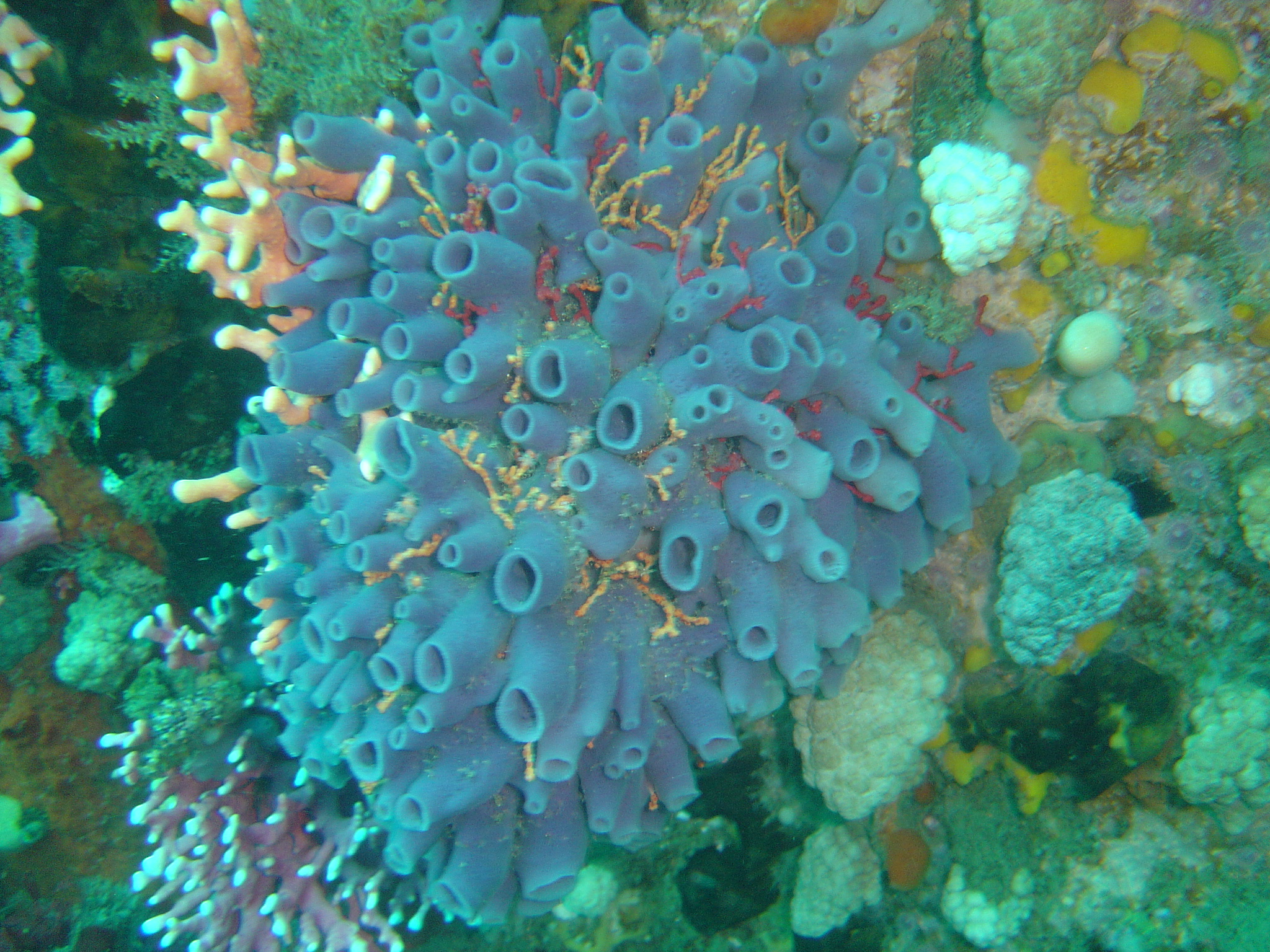
Haliclona (Haliclona) anonyma, espécie de esponja comida por alguns espongívoros.

As muitas defesas exibidas pelas esponjas mostram que seus predadores espongívoros precisaram adquirir habilidades para superar essas defesas e obterem sua comida. Essas habilidades permitem que os espongiformes aumentem sua alimentação e uso de esponjas. Os espongívoros têm três estratégias principais para lidar com as defesas das esponjas: escolha baseada na cor, capacidade de lidar com metabólitos secundários e desenvolvimento do cérebro para usar sua memória.
A escolha baseada na cor está envolvida com base na esponja que o espongívoro escolhe para comer. Um espongívoro morde uma pequena amostra de uma esponja e, se continuasse ileso, continuariam a comer aquela esponja específica e depois procurariam por outra esponja da mesma cor.
Os espongívoros se adaptaram para lidar com o metabólitos secundários que as esponjas possuem. Portanto, os espongívoros são capazes de consumir uma variedade de esponjas sem causar dano a eles mesmos.
Os espongívoros também têm desenvolvimento cerebral suficiente para poderem reconhecer e lembrar da mesma espécie de esponja que comeram no passado e continuar a comer as mesmas no futuro.

### Defesa das esponjas

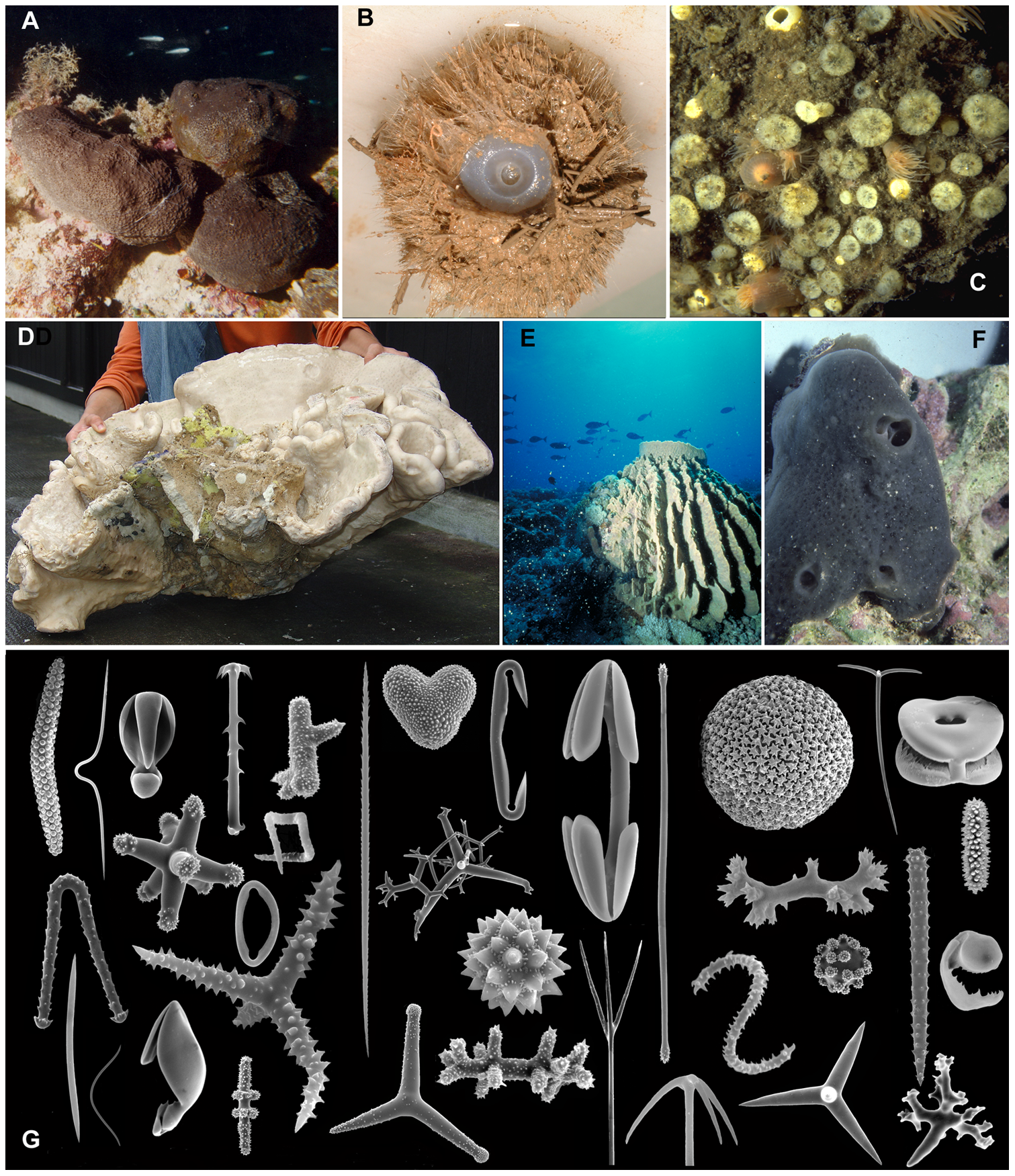
Espículas de esponjas.

O uso de estratégias químicas e estruturais encontradas nas esponjas são usadas para deter a predação. Uma das estratégias estruturais mais comuns que as esponjas têm que as impede de serem consumidas por predadores é por ter espículas. Se uma esponja contém espículas que agem juntamente com compostos orgânicos, a probabilidade de essas esponjas serem consumidas pelos espongívoros diminui.

## Impactos
As esponjas desempenham um papel importante na fauna bentônica em todos os habitats temperados, tropicais e polares. A bio erosão que ocorre na produção de sedimentos de recife e o componente estrutural dos corais são parcialmente produzidos por esponjas, onde o carbonato sólido é processado em fragmentos menores e sedimentos finos. Esponjas também desempenham um papel no aumento da sobrevivência de corais vivos em recifes caribenhos ligando fragmentos juntos e espera-se as taxas de acreção de carbonato aumentem.
Os recifes de coral que contêm maiores quantidades de esponjas têm melhor taxa de sobrevivência que os recifes com menos esponjas. Esponjas podem atuar como estabilizadores durante as tempestades, pois ajudam a manter os recifes intactos quando apresentam fortes correntes. Esponjas também crescem entre rochas e pedregulhos, proporcionando um ambiente mais estável e diminuindo os níveis de agitação.
Os cientistas descobriram que as esponjas desempenham um papel importante no ciclo do nitrogênio. Existem pequenas quantidades de nitrogênio encontradas na água ao redor dos recifes de corais e a maior parte do nitrogênio que se encontra ligado a matéria orgânica é particulada ou dissolvida. Antes que esta matéria orgânica dissolvida possa ser usada por outros organismos de recife, ela sofre uma série de transformações microbianas. O ciclo de nitrogênio que ocorre nas esponjas é capaz de reciclar o nitrogênio da água podendo ser usado por outros organismos, especialmente pelas cianobactérias. As cianobactérias podem então fixar o nitrogênio atmosférico e então as esponjas podem usá-lo.